# Over There (chanson)
Pour les articles homonymes, voir Over There.
Over There est une chanson qui était populaire aux États-Unis pendant la Première et la Seconde Guerre mondiale.
Elle a été écrite par l'artiste du spectacle, dramaturge, auteur-compositeur, chanteur, danseur, réalisateur et producteur américain George M. Cohan,, en avril 1917.
En 1940, le Congrès des États-Unis lui a accordé pour cette chanson une médaille spéciale.
Nora Bayes a enregistré la chanson chez Victor Records. Son single, sorti en 1917, a été inscrit au Grammy Hall of Fame (en 2008).